# 多尔迪沃
多尔迪沃（法語：Dordives，法語發音：[dɔʁdiv]）是法国卢瓦雷省的一个市镇，位于该省东北部，属于蒙塔日区。

## 地理
多尔迪沃（48°8'36"N, 2°46'2"E）面积15.18 平方千米，位于法国中央-卢瓦尔河谷大区卢瓦雷省，该省份为法国中北部省份，北起埃松省，西北接厄尔-卢瓦省，西南接卢瓦-谢尔省，南至涅夫勒省和谢尔省，东临约讷省，东北接塞纳-马恩省。
与多尔迪沃接壤的市镇（或旧市镇、城区）包括：卢万河畔苏普、加蒂奈地区费里耶尔、卢万河畔丰特奈、纳尔日、布朗勒、尚特罗、朗东堡。
多尔迪沃的时区为UTC+01:00、UTC+02:00（夏令时）。

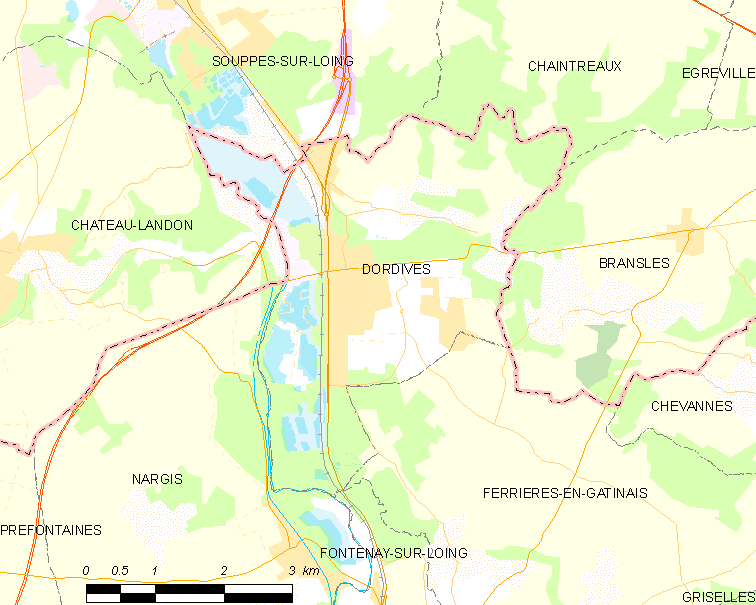
多尔迪沃的OSM定位图

## 行政
多尔迪沃的邮政编码为45680，INSEE市镇编码为45127。

## 政治
多尔迪沃所属的省级选区为库特奈县。

## 交通
法国国道N7线和卢瓦雷省省道D62线、D377线、D607线经过境内。
多尔迪沃站是法兰西岛郊区铁路R线上的一个车站。

## 人口

1962-2008年间多尔迪沃人口变化图示

多尔迪沃于2022年1月1日时的人口数量为3257人。